# Прапор міста Нельсон

Прапор міста Нельсон

Прапор міста Нельсон представляє Нельсон, Нова Зеландія.  Прапор майорить над багатьма громадськими будівлями та іншими пам'ятками Нельсона, включаючи собор Крайст-Черч. Він також призначений для громадського використання, і його часто можна побачити вивішеним на приватних будинках міста. 
Прапор був розроблений і замовлений Громадським фондом міста Нельсон і був прийнятий як громадський прапор міста міською радою Нельсона в 1987 році.

## Дизайн
Основою прапора є герб міста Нельсон. Верхня третина прапора блакитна, колір, який сильно асоціюється з Нельсоном, включно з багатьма спортивними командами. Нижні дві третини складаються з чергування синіх і білих горизонтальних хвилястих смуг, які символізують зв'язок Нельсона з морем. На смугастій ділянці зображено чорний хрест, взятий із герба лорда Нельсона. Над хрестом, на синій ділянці, є митра з бахромою, яка тягнеться з обох сторін, оскільки Нельсон був резиденцією єпископа Нельсона з 1858 року.

Прапор майорить в аеропорту Нельсон